# Aberto da Costa do Sauipe 2001
LAberto da Costa do Sauipe 2001 è stato un torneo di tennis facente parte della categoria ATP Challenger Series nell'ambito dell'ATP Challenger Series 2001. Il torneo si è giocato a Salvador in Brasile dal 28 maggio a 3 giugno 2001 su campi in cemento.

## Vincitori

### Singolare
André Sá ha battuto in finale  Alexandre Simoni con il punteggio di 6–3, 6–2

### Doppio
Adriano Ferreira /  Daniel Melo hanno battuto in finale  Alejandro Hernández /  Ivo Karlović con il punteggio di 1–6, 6–3, 7–6(3)